# Ассинська сільська рада
Асси́нська сільська рада (рос. Ассинский сельский совет) — муніципальне утворення у складі Бєлорєцького району Башкортостану, Росія. Адміністративний центр — село Асси.

## Історія
17 грудня 2004 року до складу сільради була включена ліквідована Мулдакаєвська сільрада (населені пункти Мулдакаєво, Іскушта).

## Населення
Населення — 1730 осіб (2019, 1751 в 2010, 1606 в 2002).

## Склад
До складу поселення входять такі населені пункти:
| Населений пункт  | Населення, осіб (2002) | Населення, осіб (2010) |
| ---------------- | ---------------------- | ---------------------- |
| Асси, село       | 621                    | 818                    |
| Бріш, село       | 215                    | 263                    |
| Бріштамак, село  | 261                    | 283                    |
| Іскушта, село    | 283                    | 195                    |
| Мулдакаєво, село | 226                    | 192                    |